# Les Diablerets VD
| VD ist das Kürzel für den Kanton Waadt in der Schweiz. Es wird verwendet, um Verwechslungen mit anderen Einträgen des Namens Les Diablerets zu vermeiden. |

Les Diablerets ist eine Ortschaft in der Gemeinde Ormont-Dessus im Kanton Waadt in der Schweiz am Fusse des gleichnamigen Bergmassivs. Das Feriendorf in einem weiten Talkessel der Grande Eau ist Verwaltungszentrum der Gemeinde Ormont-Dessus.

## Geschichte

Diablerets im Jahr 1949 in einer Aufnahme von Werner Friedli

Seit Ende des 19. Jahrhunderts bezeichnet man mit dem Namen Les Diablerets den inzwischen zum Fremdenkurort gewordenen früheren Weiler Le Plan des Isles in der Gemeinde Ormont-Dessus. Der Südwestgipfel des Sommet des Diablerets ist mit 3210 m ü. M. der höchste des Waadtlandes. 1904 errichtete dort die 1863 gegründete Lausanner Sektion des Schweizer Alpen-Clubs eine Berghütte. 1869 wurde in Les Diablerets ein Verkehrsbüro eröffnet, ab 1914 erreichte die Bahnlinie Aigle–Sépey–Les Diablerets den Ort.
Seit den 1950er Jahren wurden die umliegenden Berge durch Seilbahnen erschlossen. Skilifte gibt es auf der Alp Isenau und am Hang der Tête de Meilleret. Im Grand Hôtel brach in der Nacht vom 5. auf den 6. Juni 1956 ein Brand aus, der 12 Menschen das Leben kostete. Dank der 1964 gebauten Seilbahn kann auf dem Tsanfleurongletscher bis weit in den Sommer Wintersport betrieben werden. Im Januar 2020 wurde die Disziplin Ski Alpin der Olympischen Jugend-Winterspiele in Les Diableret ausgetragen.

## Kultur
In Les Diablerets wird seit 1969 das Bergfilmfestival (Festival International du Film Alpin) ausgetragen. Im Ort befindet sich das Heimatmuseum Musée des Ormonts und seit 1983 das grosse Kongresszentrum.

## Bilder

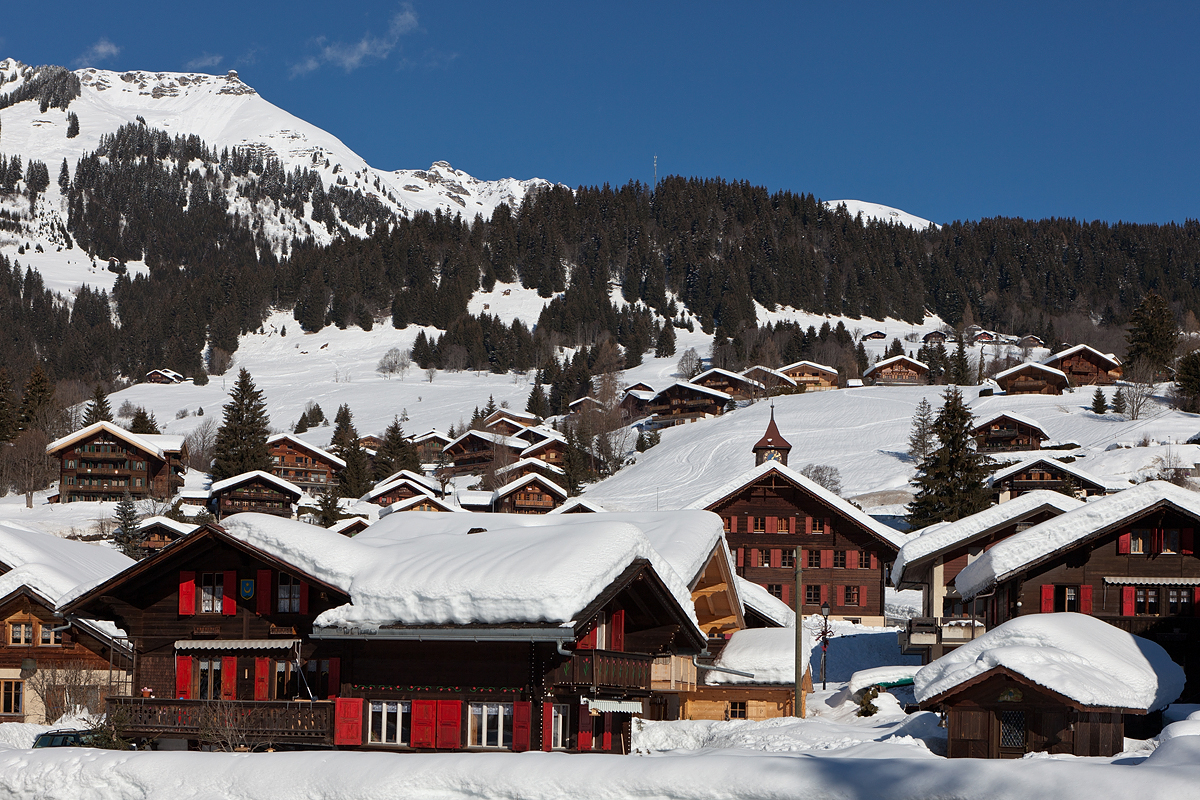
Alter Teil des Dorfes mit Blick zum Collège (Schulhaus)
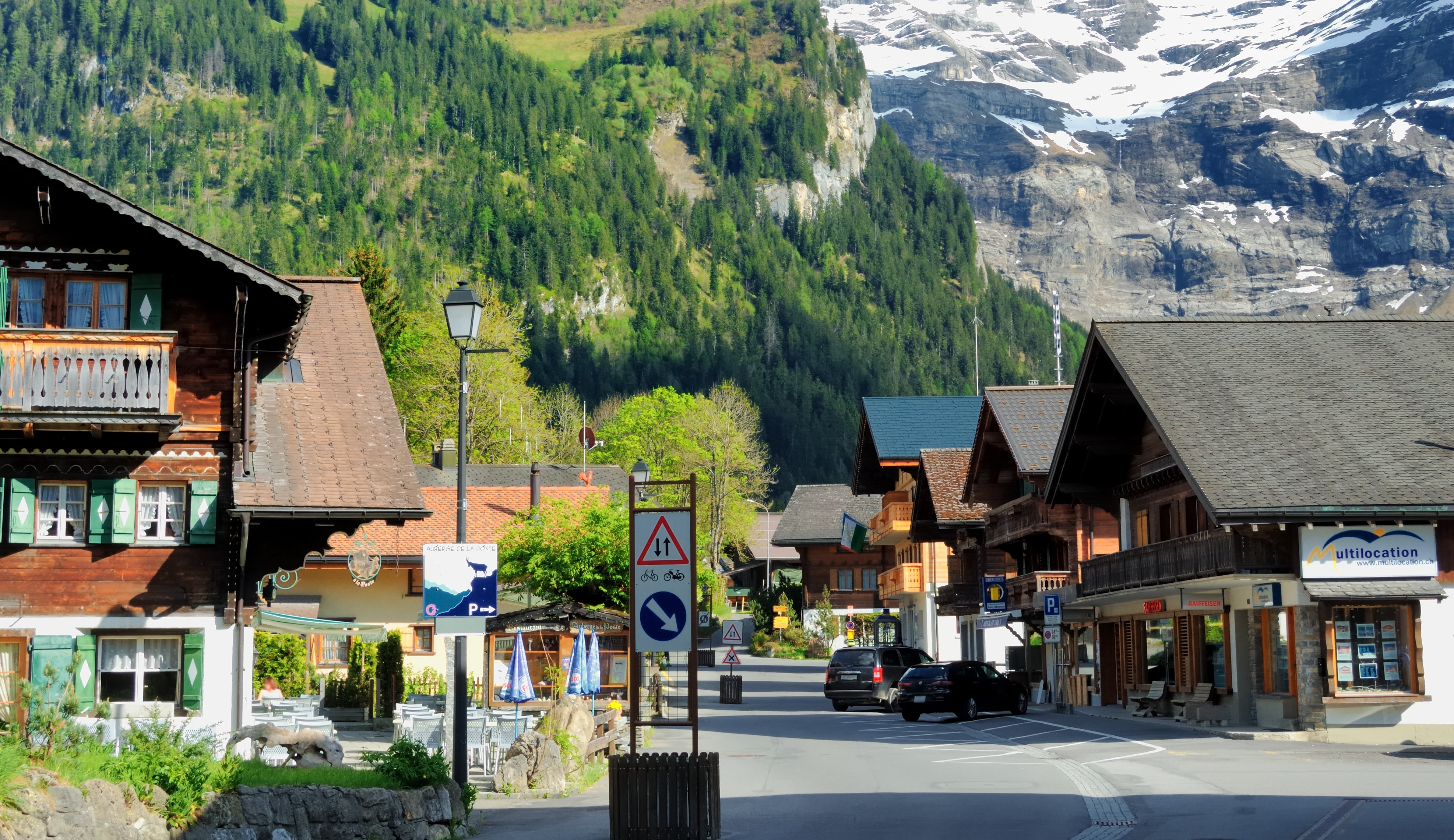
Bahnhofstrasse
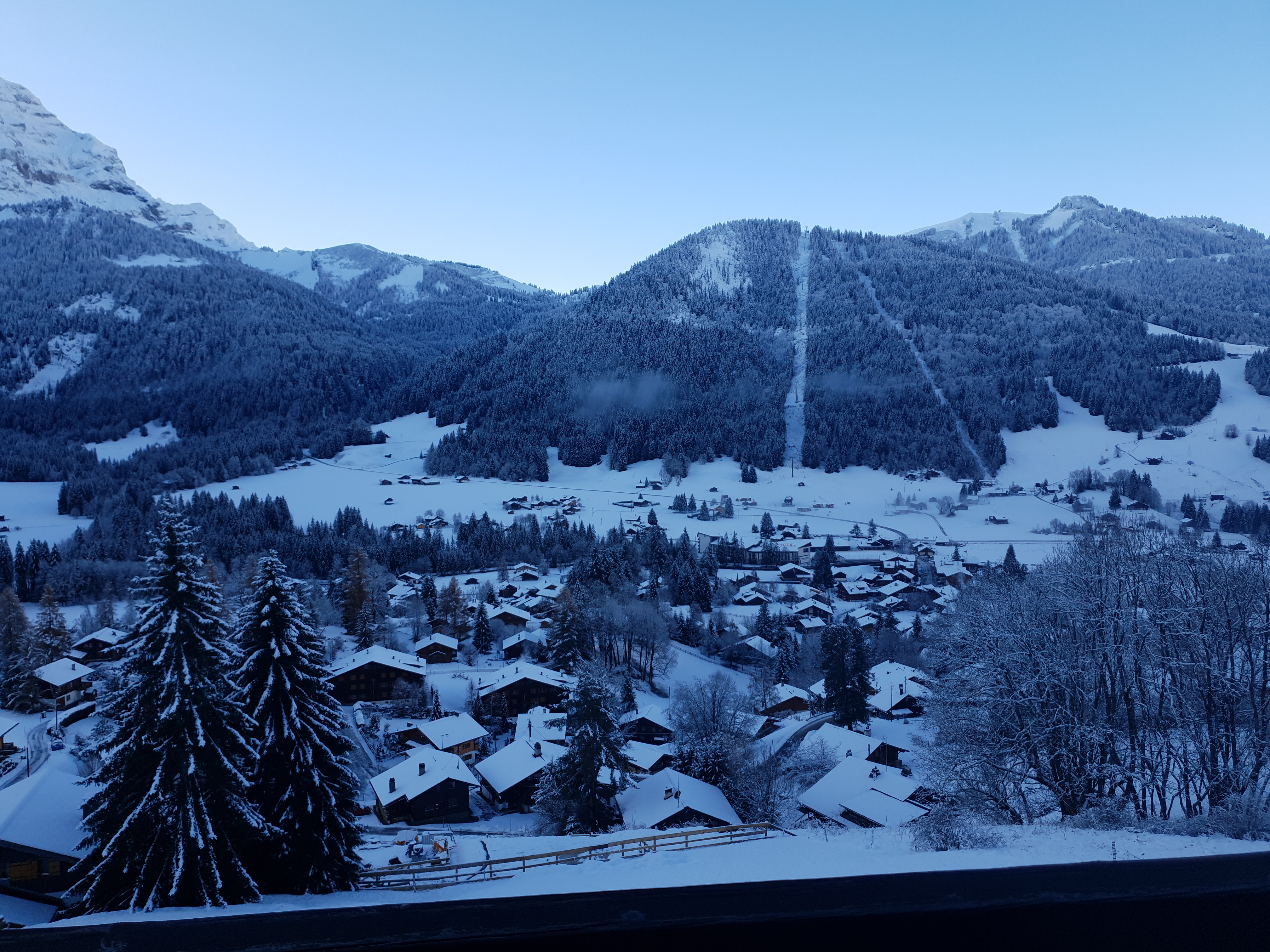
Diablerets im November 2020